# Giorgio Di Centa
Giorgio Di Centa (Tolmezzo, 7 ottobre 1972) è un ex fondista italiano, campione olimpico nella 50 km a Torino 2006 e portabandiera italiano durante la Cerimonia di apertura dei XXI Giochi olimpici invernali di Vancouver 2010.

## Biografia
Originario di Paluzza, è fratello della fondista Manuela e cugino del mezzofondista Venanzio Ortis, a loro volta atleti di alto livello; la nonna materna è Irma Englaro, portatrice carnica e Cavaliere di Vittorio Veneto.
Giorgio Di Centa ha iniziato a praticare lo sci di fondo in giovane età, a causa dell'asma, assieme al fratello Andrea e alla sorella Manuela. Nel 1988, a sedici anni, è entrato a far parte della nazionale juniores e l'anno seguente è entrato nel gruppo sportivo dell'Arma dei Carabinieri. La promozione nella squadra nazionale maggiore è arrivata nel 1995.
In Coppa del Mondo ha esordito l'11 dicembre 1993 nella 30 km a tecnica classica di Santa Caterina di Valfurva (52°); ha ottenuto il primo podio il 12 gennaio 1997 nella 25 km a inseguimento di Hakuba (2°) e la prima vittoria il 3 marzo 2002 nella sprint a squadre a tecnica libera di Lahti. In gare individuali ha ottenuto la prima vittoria il 5 febbraio 2010 nella 15 km a tecnica libera di Canmore, davanti al connazionale Pietro Piller Cottrer.
È attualmente l'unico fondista italiano ad essersi piazzato sul podio nella classifica generale del Tour de Ski, avendo chiuso al terzo posto l'edizione 2007-2008.
In carriera ha preso parte a cinque edizioni dei Giochi olimpici invernali, Nagano 1998 (8º nella 30 km), Salt Lake City 2002 (35º nella 15 km, 11º nella 50 km, 4º nell'inseguimento, 2º nella staffetta), Torino 2006 (1º nella 50 km, 4º nell'inseguimento, 9º nella sprint a squadre, 1º nella staffetta), Vancouver 2010 (10º nella 15 km, 11º nella 50 km, 12º nell'inseguimento, 9º nella staffetta) e Soči 2014 (11º nello skiathlon, 5º nella staffetta), e a dieci dei Campionati mondiali, vincendo quattro medaglie.
Si è ritirato alla fine della stagione 2017.
Dalla stagione 2022/23, è entrato a far parte dello staff della nazionale italiana di biathlon, quale tecnico dei materiali.

## Palmarès

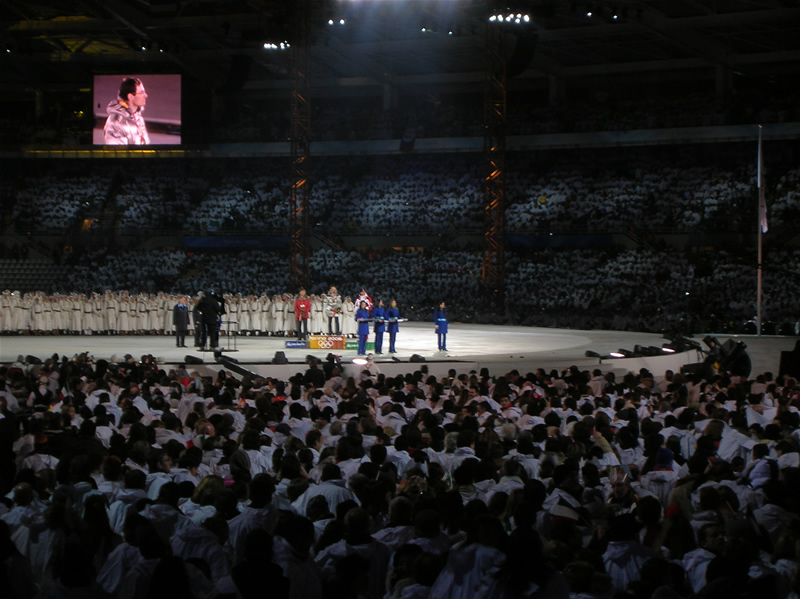
Giorgio Di Centa durante la premiazione della 50 km ai XX Giochi olimpici invernali

### Olimpiadi
- 3 medaglie:
  - 2 ori: 50 km tl, staffetta (con Fulvio Valbusa, Pietro Piller Cottrer e Cristian Zorzi) a Torino 2006
  - 1 argento: staffetta (con Fabio Maj, Pietro Piller Cottrer e Cristian Zorzi) a Salt Lake City 2002

### Mondiali
- 4 medaglie:
  - 1 argento (inseguimento a Oberstdorf 2005)
  - 3 bronzi (staffetta[5] a Trondheim 1997; staffetta[5] a Ramsau am Dachstein 1999; inseguimento a Liberec 2009)

### Coppa del Mondo
- Miglior piazzamento in classifica generale: 5º nel 2008
- 27 podi (10 individuali, 17 a squadre[6]), oltre a quelli conquistati in sede iridata e validi ai fini della Coppa del Mondo:
  - 6 vittorie (1 individuale, 5 a squadre)
  - 16 secondi posti (5 individuali, 11 a squadre)
  - 5 terzi posti (4 individuali, 1 a squadre)

#### Coppa del Mondo - vittorie
| Data             | Luogo         | Paese     | Disciplina                                                            |
| ---------------- | ------------- | --------- | --------------------------------------------------------------------- |
| 3 marzo 2002     | Lahti         | Finlandia | Sprint a squadre TL (con Cristian Zorzi)                              |
| 24 novembre 2002 | Kiruna        | Svezia    | 4x10 km (con Fulvio Valbusa, Pietro Piller Cottrer e Cristian Zorzi)  |
| 26 gennaio 2003  | Oberhof       | Germania  | Sprint a squadre TL (con Cristian Zorzi)                              |
| 14 febbraio 2003 | Asiago        | Italia    | Sprint a squadre TL (con Cristian Zorzi)                              |
| 14 gennaio 2006  | Val di Fiemme | Italia    | 4x10 km (con Valerio Checchi, Pietro Piller Cottrer e Cristian Zorzi) |
| 5 febbraio 2010  | Canmore       | Canada    | 15 km TL                                                              |

Legenda:

TC = tecnica classica

TL = tecnica libera

#### Coppa del Mondo - competizioni intermedie
- 3 podi di tappa:
  - 1 secondo posto
  - 2 terzi posti

### Campionati italiani
- Più di 30 medaglie:
  -  25 ori (50 km nel 1999; 50 km nel 2002; 30 km nel 2003; 15 km, 30 km, 50 km nel 2004; 50 km nel 2005; 50 km nel 2006; 15 km nel 2007; 50 km, inseguimento nel 2008; 50 km, inseguimento nel 2009; 15 km, 50 km nel 2010; 10 km, inseguimento nel 2011)
  -  3 argenti (15 km nel 2000; 50 km nel 2007; 50 km nel 2012)
  -  6 bronzi (30 km nel 1996; 15 km nel 1998; 30 km nel 2000; 10 km, 15 km TC, 15 km TL nel 2003)[senza fonte]